# موسم الصيد: نداء الطبيعة
موسم صيد: نداء الطبيعة (بالإنجليزية: Open Season: Call of Nature) هو مسلسل رسوم متحركة كوميدي للأطفال، مستوحى من سلسلة أفلام موسم صيد. تدور أحداث المسلسل في عالم من الحيوانات المجسمة، ويتتبع قصة بوغ الدب الرمادي وإيليوت الأيل، وهما صديقان حميمان. ينطلقان في مغامرة لإنشاء مكان جديد للحيوانات لتعيش فيه وتستكشف بيئتها الطبيعية. من إنتاج 9 ستوري ميديا جروب وبراون باغ فيلمز في تورنتو بالتعاون مع سوني بيكتشرز أنيميشن. عُرض المسلسل لأول مرة على فاميلي في 3 نوفمبر 2023.

## روابط خارجية
- موسم صيد: نداء الطبيعة على موقع IMDb (الإنجليزية)
- موسم صيد: نداء الطبيعة على موقع قاعدة بيانات الفيلم (الإنجليزية)